# Holthuis Machinefabriek (Nivoba)
SiccaDania is sinds de overname in 2019 van NivobaHovex, 's werelds oudste nog bestaande producent van apparatuur en installaties voor het produceren en bewerken van zetmeel. Vanuit Veendam levert het bedrijf apparatuur en complete fabrieken aan de wereldwijde aardappel-, cassave-, tarwe- en maiszetmeelindustrie.

## Geschiedenis
In 1883 kocht Theodorus Henderikus Holthuis (1850-1928) een ijzersmederij aan het Oosterdiep in Veendam, die werd uitgebreid tot machinefabriek. Aan het begin van de industrialisatie leverde Holthuis in 1888 zijn eerste stoommachine met ketel aan Biscuitfabriek J. Branbergen in Musselkanaal. Later volgden stoommachines aan Noord-Nederlandse houtzagerijen en steenfabrieken, en aan de zich snel ontwikkelende aardappelzetmeelfabrieken.
In 1902 werd de eerste emmerbaggermolen geleverd. Baggermolens werden in Groningen, Friesland en over de grens, in het Duitse Oost-Friesland ingezet voor het uitdiepen van de vaarwegen in de net ontgonnen veengebieden. Er werden ook locomobielen gebouwd ten behoeve van de turfwinning en de aandrijving van dorsmachines en stoomankerlieren en stoomstuurmachines voor de scheepvaart.
Twee door Holthuis gefabriceerde stoomaangedreven baggermolens, de De Friesland en De Vooruit, zijn in het bezit van musea. Holthuis Stoommachines draaien in verschillende musea, zoals het openluchtmuseum in Arnhem. In 1903 werd bijna de complete inrichting geleverd van de coöperatieve aardappelmeelfabriek Oostermoer te Gasselternijveen.
In 1916 werd IJzergieterij Joh. Hillen in Blerick (Limburg) overgenomen. Twee van de vier zoons namen de leiding over de gieterij terwijl de andere twee de fabriek in Veendam bleven runnen.
In de oorlogsjaren werd de gieterij afgescheiden. Deze ging in 1942 als zelfstandige onderneming verder onder de naam GEHO Pompen (Gebroeders Holthuis Pompen). Tegenwoordig is de pompenfabriek onderdeel van het Schotse bedrijf Weir Minerals.
In 1950 werd de laatste baggermolen te water gelaten. De fabriek concentreerde zich sindsdien op de vervaardiging van machines voor de aardappelzetmeelindustrie, inmiddels niet meer alleen voor de vaste klanten in de regio, maar ook voor klanten in Duitsland, Scandinavië en Frankrijk.
Door de gestage groei werd de fabriek, ondanks diverse tussentijdse uitbreidingen, veel te klein. Na driekwart eeuw werd in 1958 een geheel nieuw pand betrokken aan de Industrieweg 1 in Veendam. Als blijvende herinnering aan de activiteiten voor de baggerindustrie werd de bedrijfsnaam gewijzigd in Nivoba oftewel Nederlandse Industrie VOor BAggerwerktuigen.
In 1959 leverde Nivoba voor het eerst apparatuur aan Japanse aardappelzetmeelfabrieken. In de daaropvolgende jaren werden alle Japanse zetmeelfabrieken door Nivoba van apparatuur voorzien. Daarmee was Nivoba een van de eerste Nederlandse exporteurs van machines naar dit keizerrijk.
In 1970 introduceerde Nivoba de Ultra-Rasp, het antwoord op de behoefte aan steeds grotere maalcapaciteit in de aardappelzetmeelindustrie. Eén machine was in staat 25 ton aardappels per uur te vermalen, twee en een half maal de capaciteit van de tot dan grootste machines. Twee jaar later diende de hydrocycloon zich aan. Deze wordt gebruikt voor zowel het concentreren van de geëxtraheerde zetmeelmelk als het uitwassen van het zetmeel. Hydrocyclonen waren een prijsgunstig alternatief voor de tot dan toe toegepaste separatoren.
Met ondersteuning van de Nederlandse overheid leverde Nivoba vanaf 1974 gedurende meer dan een decennium complete installaties voor de winning van zetmeel uit cassave aan afnemers in verschillende Afrikaanse landen.
In de jaren tachtig van de twintigste eeuw deed Nivoba zaken in het Verre Oosten. Aan Indonesië, China, India, Vietnam en Thailand werden aardappel- en voornamelijk cassavezetmeelinstallaties geleverd. In Maleisië werd apparatuur geleverd voor het winnen van zetmeel uit de stam van de sagopalm.
Voor de aardappelverwerkende industrie kenmerken de jaren negentig zich door een toenemende vraag naar apparatuur voor de afscheiding van zetmeel uit afvalwater. Met name zetmeel vormt een belasting voor de afvalwaterzuivering en bepaalt zo in hoge mate de kosten voor het af te voeren afvalwater. Nivoba begon daarom met de levering van eenvoudige zetmeelscheidingsinstallaties. Omdat de prijs voor schoon water en daarmee het afvalwater steeds hoger werd, en omdat er voor het afgescheiden zetmeel een lucratieve markt ontstond, gingen de patat- en aardappelchipsfabrieken ertoe over om het zetmeel bij de bron, dus onder de snijmachines, te scheiden. Nivoba is een leverancier van zetmeelterugwinningsinstallaties.
Na 114 jaar in de familie te zijn gebleven werden de aandelen van het bedrijf in 1997 verkocht aan een private ondernemer. Onder de nieuwe eigenaar bouwde Nivoba in 1999 in eigen beheer een aardappelzetmeelfabriek in Maine in de Verenigde Staten van Amerika. Ook nam het bedrijf een aardappelvlokkenfabriek over. In dezelfde periode had Nivoba nog een kortstondig belang in de Amerikaanse onderneming Entoleter LLC, een producent van maalapparatuur voor granen. Voorts worden in China, Turkije en Vietnam aardappelzetmeelfabrieken geleverd. In de buurt van Belgorod in Rusland bouwde Nivoba haar eerste tarwezetmeelfabriek.
Vanaf 2017 volgen de ontwikkelingen zich in snel tempo op. Eerst wordt Hovex B.V., een concurrerende firma in Veendam, in 1974 opgericht door voormalige medewerkers van Nivoba, overgenomen van het Duitse GEA. De bedrijfsnaam wordt gewijzigd in NivobaHovex. Niet veel later toont de Deense onderneming SiccaDania interesse in het bedrijf. Dit jonge bedrijf, dan nog voornamelijk actief de zuivelindustrie en op de gebieden van productdroging en vloeistofindamping heeft ook affiniteit met de zetmeelindustrie en voornamelijk op het gebied van eiwitwinning uit plantaardig materiaal zoals de aardappel. In 2018 wordt NivobaHovex, waaronder alle zetmeelgerelateerde activiteiten, volledig eigendom van SiccaDania.